# Rumoh Rayeuk
Rumoh Rayeuk is een bestuurslaag in het regentschap Aceh Utara van de provincie Atjeh, Indonesië. Rumoh Rayeuk telt 1100 inwoners (volkstelling 2010).